# Zoë Heller
Zoë Heller (London, 1965. - ), britanska novinarka i književnica
Heller je rođena u sjevernom Londonu kao najmlađe od četvoro djece u obitelji njemačko-židovskog imigranta, koji je također bio uspješan scenograf. Njezina majka je bila aktivistica kampanje Laburističke stranke. Heller je studirala engleski jezik na St. Anne Collegeu u Oxfordu, a zatim na Sveučilištu Columbia, država New York. Po završetku studija Heller se vraća u London i radi kao kolumnistica.
Trenutno živi u New Yorku i piše za Daily Telegraph. Njezini članci izlaze u magazinu The New Yorker i drugim magazinima. Objavila je dva romana, Everything You Know (1999.) i  Notes on a Scandal (2003.) (Bilješke o jednom skandalu), koji je zajedno sa šest drugih romana ušao u uži izbor za prestižnu nagradu Booker za 2004. godinu. U New Yorku živi sa svojim partnerom, scenografom Larrijem Konnerom i njihove dvije kćerke.

## Vanjske poveznice
- Biografija